# Physokentia
Physokentia es un género con 8 especies de plantas con flores perteneciente a la familia  de las palmeras (Arecaceae).  
Es nativo de las islas del archipiélago de Bismarck en la costa de Nueva Guinea en el suroeste del Océano Pacífico.

## Taxonomía
El género fue descrito por Becc in Martelli y publicado en Atti della Società Toscana de Scienze Naturali di Pisa, Memorie 44: 152. 1934.
Etimología
Physokentia: nombre genérico compuesto de la palabra griega: physa = "fuelle o  burbuja"  y el nombre genérico de Kentia, nombrado por William Kent (1779-1827),  del Jardín Botánico de Buitenzorg, Java (ahora Kebun Raya Bogor), probablemente refiriéndose al fruto globoso que es relativamente grande.

## Especies
- Physokentia avia H.E.Moore 1977
- Physokentia dennisii H.E.Moore 1969.
- Physokentia insolita H.E.Moore 1969.
- Physokentia petiolata (Burret) D.Fuller 1999.
- Physokentia tete (Becc.) Becc. 1934.
- Physokentia thurstonii (Becc.) Becc. 1934.
- Physokentia whitmorei H.E.Moore 1969.